# Новый Бор (Коми)
Новый Бор — посёлок в Усть-Цилемском районе Республики Коми в 143 км северней Усть-Цильмы. Центр сельского поселения Новый Бор.

## География
Посёлок расположен на берегу реки Печоры.

## История
Посёлок Новый Бор образовали жители села Усть-Цильма, а основателем считается Иван Дуркин. В конце XIX века местность будущего посёлка была выбрана в качестве территории для увеличения своих хозяйств. В 1931 году посёлок состоял из нескольких изб. В начале 30-х годов население поселка возросло за счет людей с барж, следующих по Печоре. Основной контингент новых жителей состоял из спецпоселенцев из Архангельской и Вологодской областей. Позже были заселены немцы из средней полосы России. Многие жители посёлка работали в совхозе «Новый Бор», который снабжал продовольствием воркутинских шахтеров вплоть до 90-х годов. В посёлке жил и работал Герой Советского Союза Сергей Михайлович Черепанов.
В 2008 году жители отметили 100-летний юбилей посёлка.

## Экономика
В посёлке работал ООО «Новый бор», основная деятельность которого — производство мяса, молока, масла, сметаны, творога. Также организация занималась содержанием зимних дорог, выпечкой хлеба и заготовкой дров, кормов. 